# Primitive Technology
«Primitive Technology» — канал на YouTube, на якому демонструються способи виготовлення інструментів, пристроїв та примітивних будівель, використовуючи лише природні матеріали (такі як каміння, глина чи дерево). Канал веде чоловік з Північного Квінсленду (Австралія), що називає себе Джон Плант. Канал має понад 10 млн підписників і понад 1 млрд переглядів.

## Автор
Плант характеризує свою діяльність як хобі і стверджує, що мешкає у сучасному будинку і харчується звичайною їжею. На своєму вебсайті він зазначає, що не має предків-аборигенів і не мав підготовки у армії Австралії.
У спілкуванні з кореспондентом Мішель Кастілло з каналу CNBC у 2017 році Джон зазначив свій вік (від 30 до 40 років) і освіту (бакалавр наук). Втім, він відзначив, що «закінчив університет, але не знав що робити зі своєю освітою», і заробляв собі на життя, працюючи з газонокосаркою, а перші відеозаписи для «Primitive Technology» робив у вільний час. За його словами, потяг до природи він мав ще змалечку: у віці 11-ти років він уже майстрував хижки біля струмка за своїм будинком, використовуючи лише природні матеріали.

## Відеозаписи
На кожному відео демонструється один чи більше проєктів (наприклад, побудова хижі, створення кам'яних інструментів, запікання глиняного посуду), включно з технологією і методами роботи. Джон наголошує у своєму блозі, що будівництво чи виготовлення відбувається «абсолютно з нуля, без сучасних інструментів чи матеріалів», тільки з використанням того, що можна знайти у природі (глина, багно, каміння, гілки, ліани та ін.). У жодній з серій Джон не говорить: присутні лише звуки роботи та природи.

## Історія
Плант створив канал «Primitive Technology» і завантажив перше відео у травні 2015 року. З цього часу кожен відеозапис було переглянуто мільйони разів.
Станом на квітень 2022 року, канал перетнув позначку в понад 10 млн підписників і 1 млрд переглядів відео на ньому.
Перші два роки автор залишався анонімним. У червні 2017 року Джон Плант, нарешті ідентифікувавши себе, поскаржився компанії Facebook на численні випадки «репосту» відеозаписів, і на пов'язані з цим втрати в розмірі тисяч австралійських доларів.
З 13 грудня 2019 року по 28 травня 2020 року відео на каналі не публікувалися. Автор пояснив у спільноті на Reddit, що працює над проєктом для кабельної мережі. Плант зняв пілотний епізод для проєкту, але мережа захотіла змінити формат. 2 березня 2022 року Плант опублікував нове відео після понад дворічної перерви і відтоді викладає нові відео регулярно.
Плант видав у 2019 році книгу «Первісні технології: керівництво виживальника зі створення інструментів, укриттів і іншого в дикій природі» (Primitive Technology: A survivalist's guide to building tools, shelters, and more in the wild). Книга містить 50 проєктів з покроковими керівництвами як зробити інструменти, зброю, посуд, одяг та інші предмети.

## Сприйняття
Згідно з BBC, популярність каналу зумовлена тривогою сучасних людей через усвідомлення своєї залежності від суспільства. «Primitive Technology» демонструє, що навіть одна людина може справитися з багатьма проблемами.
Журнал «Paris Review» писав, що Джон Плант видає бажане за дійсне. Насправді він має низку переваг над первісними людьми: носить шорти з кишенями, куди може складати предмети; «світ природи», в якому знімаються відео, вже зазнав упливу людини; Плант не живе постійно там, де працює (будівництво може тривати місяцями, а на відео це хвилини). Але при цьому автор каналу покладається лише на власноруч створені інструменти і підтримує чистоту, що створює привабливий образ винахідливої «первісної людини», яку хочеться наслідувати.
Газета «The New York Times» характеризувала канал як «високотехнологічний портал у низькотехнологічний світ». Не дивно, що глядачі захоплюються відтворенням моменту зародження технологій — поверненням до часів, коли все було можливо. План нагадує про те, що колись було нашим «природним станом» до того, як технологія та соціальні інституції змінили всі аспекти нашого існування. Насправді для сучасної людини поїхати в дику природу й будувати там саморобне житло підручними інструментами — це розкіш.